# Collected
Collected – album kompilacyjny zespołu Limp Bizkit wydany 13 maja 2008.

## Lista utworów
1. Pollution
2. The Propaganda
3. Build A Bridge
4. The Story
5. Rollin’ (Air Raid Vehicle)
6. Livin’ It Up
7. Show Me What You Got
8. Behind Blue Eyes
9. Getcha Groove On
10. Nobody Like You
11. Stuck
12. Re-Arranged
13. Counterfeit
14. The Truth